# Vuurtorenweiden
De Vuurtorenweiden is een natuurgebied in de tot de Belgische gemeente Knokke-Heist behorende plaats Heist. Samen met de Baai van Heist, Sashul en Kleiputten van Heist behoort het tot het door het Agentschap voor Natuur en Bos beheerde groene gordel Heist-West.
Dit kustgebied kent een bewogen geschiedenis. Veenvorming, turfwinning, inpoldering en overstromingen met slibafzetting wisselden elkaar af. Er zijn plassen en drogere bulten met kamgras en veldgerst. Ook vindt men er veel broedvogels zoals waterral, waterhoen, meerkoet, slobeend, kleine karekiet, rietzanger, blauwborst en Canadese gans. In de winter kan de watersnip worden waargenomen.
In 1905 begon de bouw van de hoge vuurtoren van Heist, die in 2004 gerestaureerd werd. Deze vuurtoren staat in het natuurgebied en kan via een voetpad worden bereikt.
De laaggelegen zompige Vuurtorenweiden gelegen rondom het Hoog Licht, tekenen zich scherp af tegen het hoger gelegen terrein van de Sashul. Het Barnse Vaartje, een afwateringskanaal, vloeit tussen beide in. De Vuurtorenweiden zijn bezaaid met plassen en greppels. Dit typische patroon ontstaat door een opeenvolging van veenvorming, afzetting van slib na zeedoorbraken, geleidelijke inpoldering en turfontginning. Restanten van de Evendijk doorkruisen de lage weiden.

## Foto's

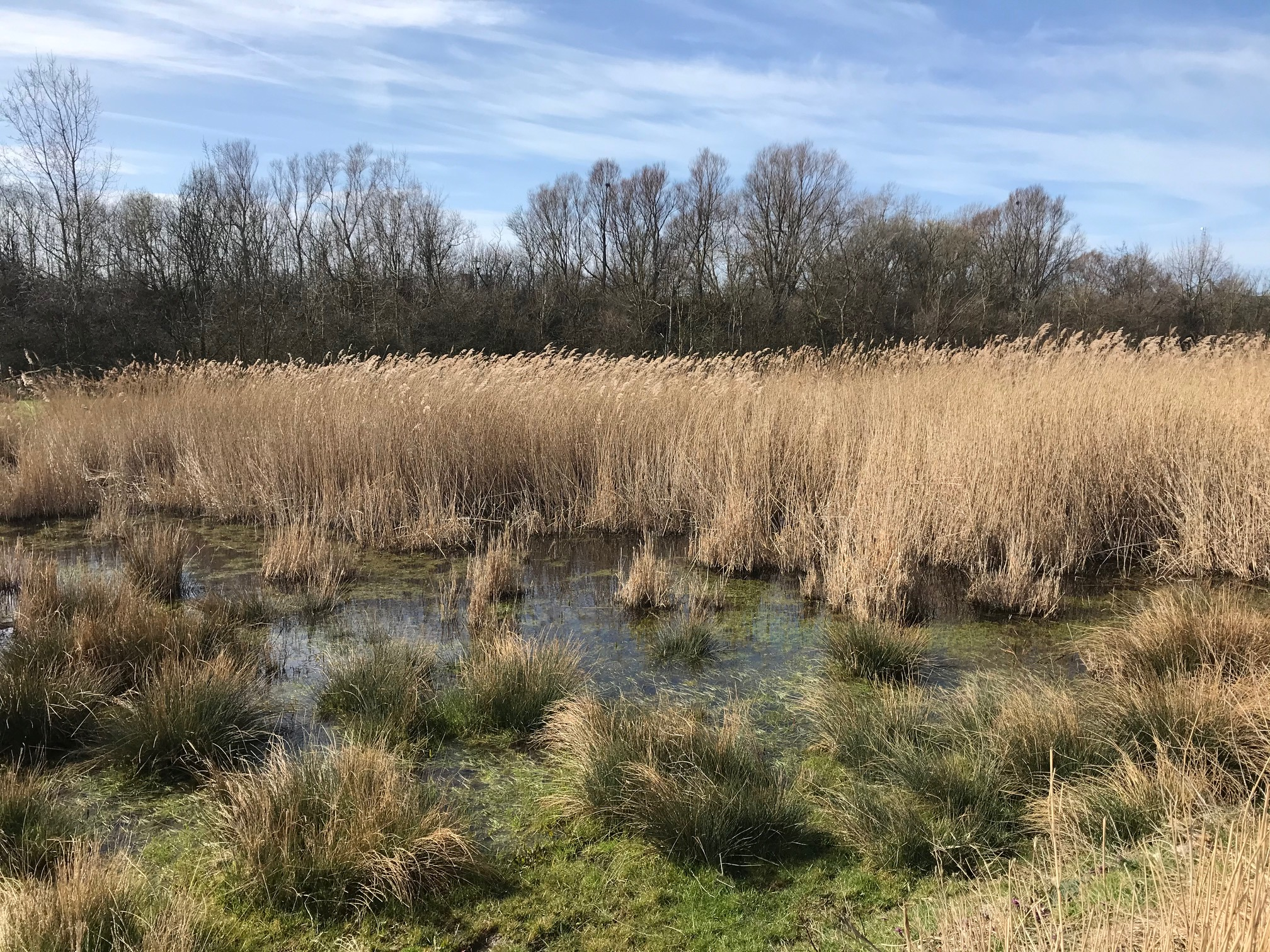
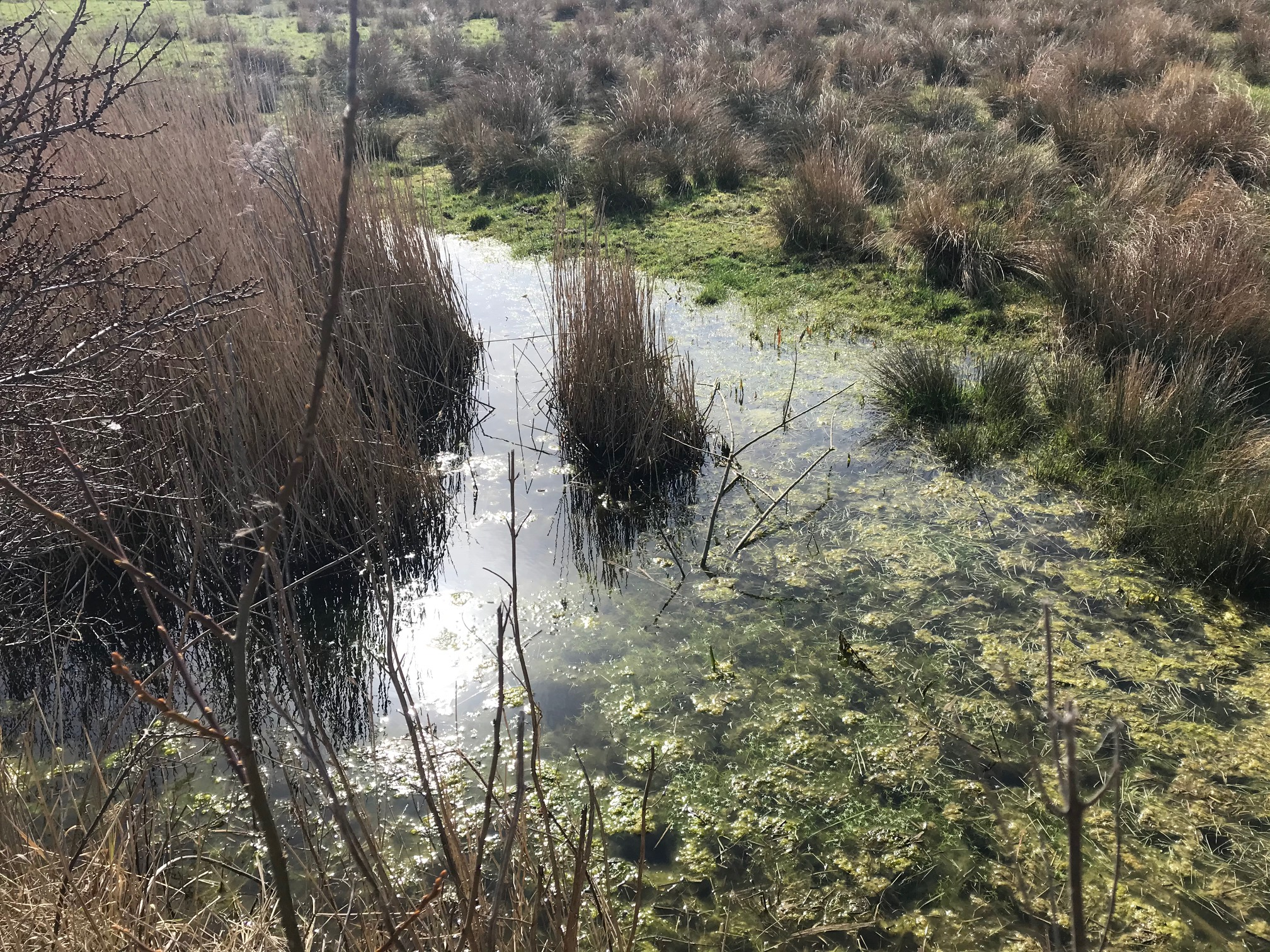
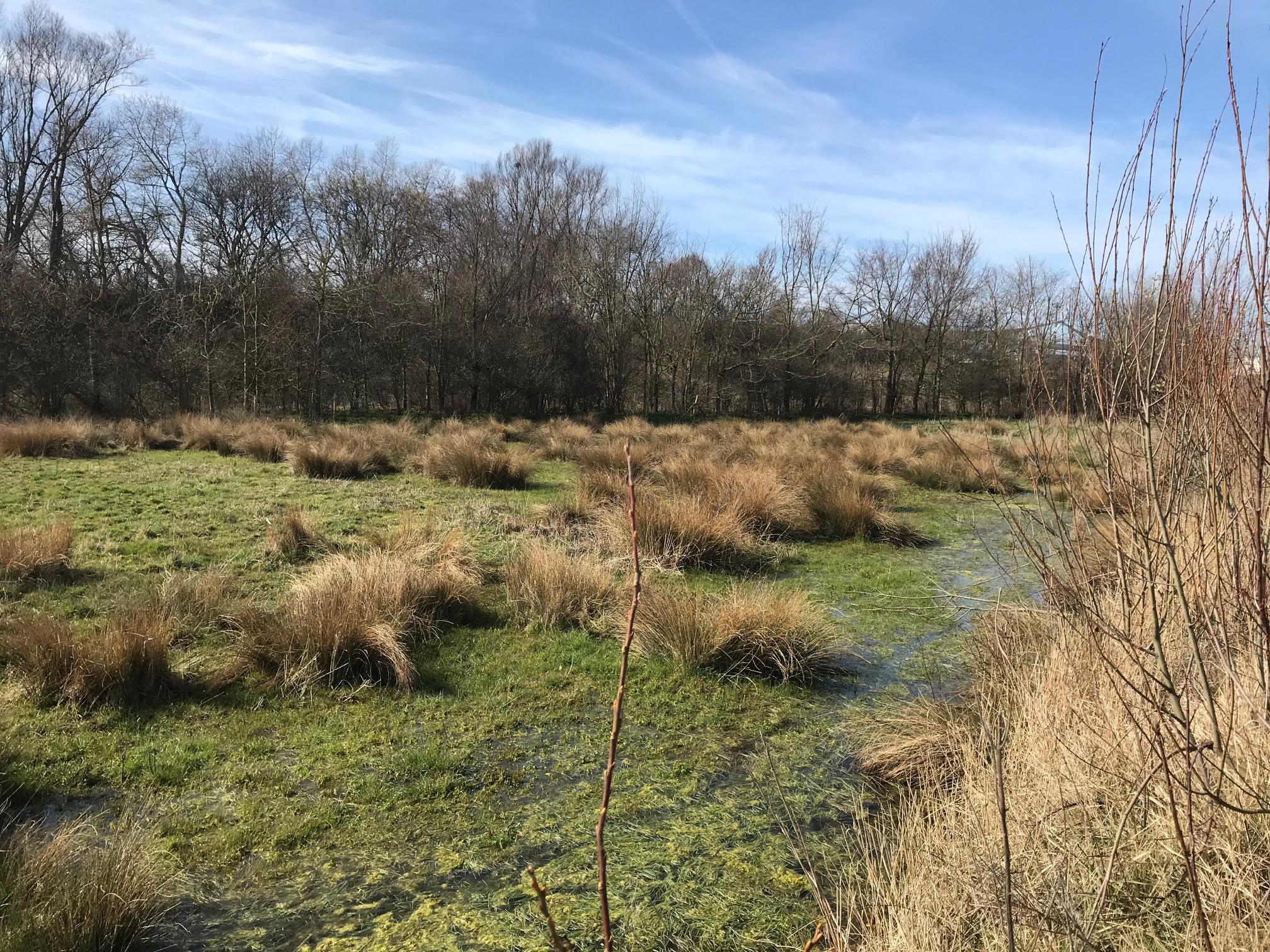
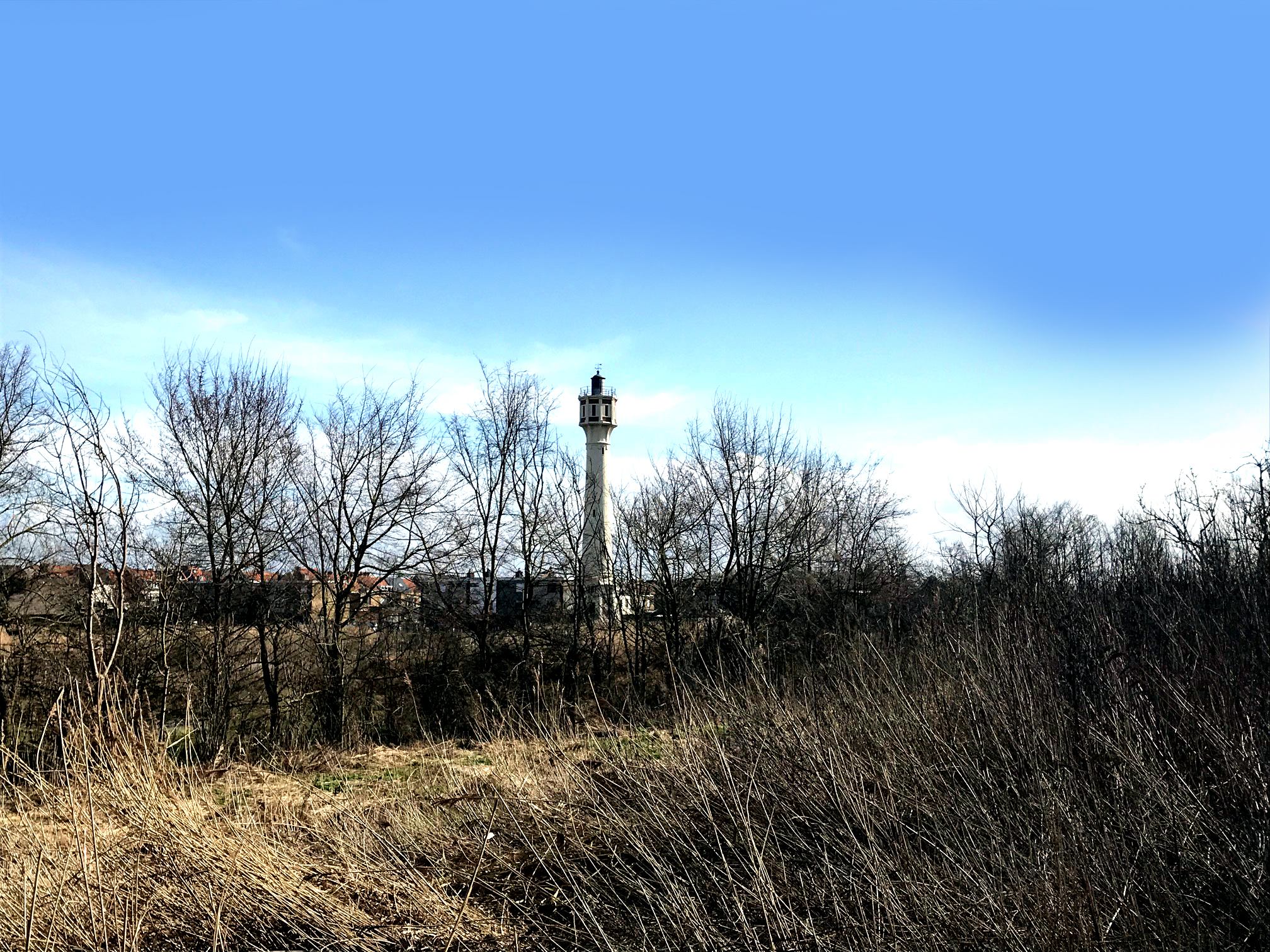